# 切爾沃內 (別里斯拉夫區)
47°15′42″N 33°39′34″E / 47.26167°N 33.65944°E
切爾沃内（烏克蘭語：Червоне）是位於烏克蘭南部的村莊，由赫爾松州別里斯拉夫區的新亞歷山德里夫卡市鎮負責管轄。該村面積62.3平方公里，海拔高度73米，2001年人口212，人口密度每平方公里3.4人。